# Santa Cruz en Vía Flaminia (título cardenalicio)
San Atanasio en Vía Tiburtina (en latín: "Sanctae Crucis in via Flaminia")-(en italiano: "Santa Croce in via Flaminia"); es un título cardenalicio de presbítero creado por Su Santidad el Papa Pablo VI, el día 15 de febrero de 1965, con la Constitución apostólica "Omnibus quidem".
La iglesia de la que es sede de este título, es la Basílica de la Santa Cruz en Vía Flaminia de la ciudad de Roma, que fue inaugurada en 1913, está regida por la Congregación de los Estigmatinos (C.S.S.) y es la sede de la Sagrada Orden Militar Constantiniana de San Jorge.
Su actual titular es el Cardenal brasileño Sérgio da Rocha.

## Titulares
- Josef Beran (25 de febrero de 1965-17 de mayo de 1969)
- Bolesław Kominek (5 de marzo de 1973-10 de marzo de 1974)
- William Wakefield Baum (24 de mayo de 1976-23 de julio de 2015)
- Sérgio da Rocha (19 de noviembre de 2016)